# Moloko Plus
Das Moloko Plus ist ein Fanzine für Punkrock, Oi! und andere alternative Musik aus Essen, Deutschland.

## Name
Der Name des Fanzines bezieht sich auf das gleichnamige Cocktailgetränk aus dem Buch A Clockwork Orange und dessen Verfilmung. Der Trunk besteht hauptsächlich aus Milch, der verschiedene Drogen hinzugefügt sind. Das Wort Moloko stammt eigentlich aus dem Russischen (молоко) und bedeutet Milch.

## Geschichte
Das Moloko Plus wurde 1993 von Torsten Ritzki, Ulrich „Uhl“ Großmann (später Dim Records) und Spiller (Emscherkurve 77) gegründet. Die erste Ausgabe erschien im April desselben Jahres in einer Auflage von 1100 Stück. Die Gründung des Moloko Plus beschrieb Ritzki später als „Vorhaben, der Anfang der 1990er völlig konfusen Skinheadbewegung ein „unpolitisches“ bzw. „nicht-rechtes“ Fanzine zu bieten“.
In Ausgabe 5 gab Ritzki das Ende des Moloko Plus bekannt (Mitbegründer Großmann und Spiller waren da bereits nicht mehr dabei), meldete sich jedoch im Februar 1997 nach eineinhalbjähriger Schaffenspause mit Nummer 6 wieder zurück. Seither erschienen 43 weitere Hefte, die Auflagenzahl liegt bei derzeit 2500 Exemplaren. Mit Ausgabe 50 soll die Printausgabe des Moloko Plus laut Aussage des Herausgebers endgültig eingestellt werden.

## Inhalt
Neben Interviews mit Bands, Labelmachern, Konzertveranstaltern u. a. finden sich in den Heften auch Reise- und Tourberichte, Tonträgerbesprechungen sowie Reviews zu Fanzines und szenespezifischen Büchern. Seit Ausgabe 25 haben Kolumnen und Kurzgeschichten ihren festen Platz im Moloko Plus. Darüber hinaus sind auch Texte im Heft enthalten, die inhaltlich keinen Bezug zur Subkultur aufweisen und insofern über die klassische Definition eines Fanzines hinausgehen.

„Angeödet von den immer gleichen Bandinterviews habe ich versuchsweise in der #26 eine szeneuntypische Story versteckt: eine Biographie von Bonny & Clyde – dem Gangsterpärchen, das in den 1920er Jahren lange Zeit der Polizei (& einigen Tankstellenpächtern) das Fürchten lehrte. Das Feedback war erstaunlich gut und so wuchs das außermusikalische Thema über die folgenden Ausgaben immer weiter an.“

Erste Versuche, musikkulturfremde Themen ins Heft aufzunehmen, gab es bereits ab Ausgabe 19 mit der Serie „Working Class Heroes“, in der Menschen aus verschiedenen Berufen über ihren Arbeitsalltag berichteten.
Die musikalische Bandbreite des Heftes hat sich im Laufe der Zeit von ursprünglich Punk/Oi! um weitere Genres wie Soul, Ska, Mod / Power Pop, Punk’n’Roll, Psychobilly, Rockabilly, Folk-Punk und Glam Rock erweitert. Punk und Oi! stehen aber nach wie vor im Vordergrund der Berichterstattung.

## Redaktion
Im Jahr 2011 waren etwa 30 Redakteure aus Deutschland, Österreich, der Schweiz, Frankreich und Australien am Moloko Plus beteiligt. Einige der Mitschreiber sind oder waren auch anderweitig in der Musikszene aktiv, sei es als Konzertveranstalter, als Musiker oder als Redakteure bei anderen Fanzines.